# 別府沼公園
別府沼公園（べっぷぬまこうえん）は、埼玉県熊谷市別府に位置する総合公園である。

## 概要
国道17号や埼玉県道・群馬県道276号新堀尾島線の近くに位置し、西から東へは別府沼が流れている。特に入場料などはなく、24時間いつでも利用できる（駐車場を除く）。

## 自然
- 別府沼公園には、花菖蒲園、日本庭園、芝生広場、遊具広場などの広場がある。四季によって桜や菖蒲などが見られる。
- 春にはサクラ、夏にはハナショウブやアジサイ、秋には彼岸花などが咲き、希少な水生植物を育てている観察池もある。

関東建設弘済会と日本生態系協会では、「関東・水と緑のネットワーク拠点百選」を平成21年度から選定団体を全24件選定・支援することとした。

## 別府ホタル祭り
この公園では夏によくホタルが見られ、毎年6月15日19時から21時まで、別府ホタル祭りが開催される。別府ホタル祭り実行委員会主催で、露店の出店もある。

## 別府沼
- ランニングコースの近くには、東屋や別府沼に沿って遊歩道が整備されている場所がある。
- 別府沼にかかる橋を渡ったエリアには「熊谷の森」があり、ホタルや鯉が見られる。滝のように水が流れている場所や日本庭園っぽい景観の場所もある。

## 駐車場
- 06:30～19:30まで敷地内は開放されており、計340台まで駐車できる。
- 西、南、東、中央第1、中央第2の計5箇所、駐車場がある。

※入口が狭いため、大型車は駐車できない。

## 設備
- イベント広場(芝生広場)
- ハナショウブ園
- 熊谷のもり（桜の丘)
- 遊具広場（ニャオざね広場)
- ローラー滑り台※カラフルな大型遊具に設置してある。
- 芝生広場(遊具広場)※遊具広場の遊具を複合遊具(大型遊具)と呼ぶことがある。別府沼の水源近くから、約1kmほど続く細長い公園にある。
- 健康遊具
- 大型滑り台※小さな滑り台も5つある(ロープ橋と連結)。
- 多目的自由広場
- ピクニック広場
- ネットの橋
- 一本橋の通路(大型滑り台と連結)。
- 螺旋のはんとう棒
- 陸橋
- ネットトンネル
- うねるラダーロード
- 日本庭園
- ロープ橋
- クライミングウォール(一本橋の通路と連結)。
- 3つの大きな湾曲した滑り台
- チューブトンネル(湾曲している)。
- とんがり屋根の遊具
- トンネル滑り台
- 砂場
- ユニバーサルコンビネーション遊具
- ブランコ
- スプリング遊具※トンボのスプリング遊具は3点式。
- シーソー
- ロープウェイ
- ポール
- パネルの壁渡り
- トランポリン
- パネルとロープの壁渡り遊具
- アスレチック遊具
- 2連滑り台
- ネット遊具
- 変形ラダータワー
- ワクワクぐるぐる砦※変形ラダータワーによって、いくつかのルートに分かれている。
- ジョギングコース（1周980m)
- ターザンロープ※ターザンロープのスタート台が、傾斜面になっている。
- X字の捻じれたラダー
- 花菖蒲園
- 駐車場　計340台（西・中央第1・中央第2・南・東の計5箇所）※駐車場の開門時間は午前6時30分から午後7時30分までとなっている。

※パネルの足場と入口がある遊具もある。

## アクセス
- JR高崎線「籠原駅」北口より徒歩約30分。または、熊谷市ゆうゆうバス「グライダーワゴン」号で「別府沼公園」バス停下車。
- JR高崎線・秩父鉄道「熊谷」駅南口より「熊谷市循環」バスで「別府沼公園バス」停下車すぐ。
- 最寄のインターチェンジは関越自動車道の花園で、約13km。